# Precis achaeus
Precis achaeus är en fjärilsart som beskrevs av Stoneham 1965. Precis achaeus ingår i släktet Precis och familjen praktfjärilar. Inga underarter finns listade i Catalogue of Life.